# Blocus de l'Allemagne (1914-1919)
Cet article concerne le blocus allié de la Première Guerre mondiale. Pour le blocus de la Seconde Guerre mondiale, voir Blocus de l'Allemagne (1939-1945).
Première bataille de l'Atlantique
Batailles
- Blocus allié de l'Allemagne
- Odensholm (08-1914)
- 1re Heligoland (08-1914)
- Action du 22 septembre 1914
- Falklands (12-1914)
- Dogger Bank (01-1915)
- Gotland (07-1915)
- Golfe de Riga (08-1915)
- Yarmouth et Lowestoft (04-1916)
- Jutland (05-1916)
- Funchal (12-1916)
- Combat entre le Leopard et le HMS Achilles
- Pas-de-Calais (04-1917)
- Combat entre le HMAS Sydney et le LZ92
- Détroit de Muhu (10-1917)
- 2e Heligoland (11-1917)
- Croisière de glace (02/03-1918)
- Zeebruges (04-1918)
- 1er Ostende (04-1918)
- 2e Ostende (05-1918)
- Sabordage allemand à Scapa Flow (06-1919)

Bataille de la mer Noire
- 12 octobre 1914
- Odessa (10-1914)
- Novorossiisk
- Feodosia
- Cap Sarytch
- île Kirpen (1re)
- île Kirpen (2e)

Front d'Europe de l'Ouest
Front italien
Front d'Europe de l'Est
Front des Balkans
Front africain
Front du Moyen-Orient
Le blocus de l'Allemagne est un blocus naval mené durant la Première Guerre mondiale par la Royal Navy britannique à partir de 1914 dans le but de stopper le ravitaillement maritime de l'Allemagne et de ses alliés. On estime à 750 000 le nombre de civils allemands morts des suites de la sous-alimentation pendant et après la guerre. Il est considéré comme un élément clé de la victoire finale des alliés. Le blocus se poursuivit après la signature de l'armistice le 11 novembre 1918 pour forcer l'Allemagne à signer le traité de Versailles en juin 1919.
L'Allemagne et le Royaume-Uni dépendaient largement des importations pour nourrir leur population et alimenter leur industrie. Les importations de produits alimentaires et de matériel militaire des deux camps provenaient principalement des Amériques, par conséquent, l'Allemagne et le Royaume-Uni ont tous les deux tentés d'imposer un blocus à l'autre. La Royal Navy supérieure en nombre pouvait opérer dans le vaste Empire britannique tandis que la flotte de surface allemande, la Kaiserliche Marine restait confinée aux côtes allemandes. Les Allemands utilisèrent donc les corsaires et les sous-marins pour opérer ailleurs. 

## Contexte historique

### Buts de guerre
Avant la Première Guerre mondiale, une série de réunions furent tenues à Londres concernant une coopération militaire avec la France dans l'éventualité d'une guerre avec l'Allemagne. Le directeur des renseignements navals, Charles Ottley, assura que la Royal Navy aurait deux fonctions dans cette guerre : intercepter des navires de commerce allemands, et empêcher le blocus des ports britanniques. Un blocus fut considéré comme utile pour deux raisons. Il pourrait forcer la flotte de guerre allemande à combattre ; il pourrait aussi être une arme économique contre l'Allemagne. Le blocus de l'Allemagne apparut formellement dans les plans de guerre britanniques en 1908, les officiers étant cependant divisés sur la possibilité d'un tel blocus. Les plans étaient constamment révisés, et en 1914, la Royal Navy était encore hésitante sur la manière de mettre en place ce blocus.

### Mise en œuvre
Le Royaume-Uni, avec sa puissance navale supérieure, établit le blocus de l'Allemagne immédiatement après le déclenchement de la guerre en août 1914. La mer du Nord fut déclarée zone de guerre en novembre 1914, et les navires y entrant le faisaient à leurs risques et périls. Le blocus fut tellement restrictif que même les produits alimentaires furent considérés comme « contrebande de guerre ». Les Allemands considérèrent cela comme une tentative flagrante d'affamer le peuple allemand et voulurent mettre en place des mesures de représailles.

### Question des États neutres frontaliers
Toutefois, l'efficacité du blocus se heurta longtemps à la question des États neutres frontaliers de l'Entente : la Suisse, les Pays-Bas, le Danemark, la Suède et la Norvège, qui servaient d'intermédiaires dans les importations allemandes. On vit ainsi les importations de certains produits bondir pour ces pays (par exemple, celles de cuivre et de matières grasses, indispensables à la production de munitions). Les conceptions britanniques et françaises du traitement à appliquer aux neutres étaient au départ antagonistes, les Britanniques privilégiant le commerce et leurs relations avec ces pays, à l'efficacité du blocus, dans une optique de guerre courte, mais les Français avaient une vision plus maximaliste du blocus. Les États-Unis, par ailleurs, voyaient d'un mauvais œil les entraves à leur commerce avec ces États neutres. La dureté des hostilités amena progressivement à une convergence des points de vue des Alliés, qui donna la pleine «efficacité» au blocus. Les États neutres, qui devaient justifier d'abord de la destination des produits compris dans une liste de produits restreints, furent ensuite limités à des volumes d'importation comparables à leurs importations d'avant-guerre. Le blocus n'atteignit sa pleine efficacité qu'en fin 1916 mais contribua certainement au désir allemand de précipiter la fin du conflit en étranglant à son tour l'économie britannique. La reprise de la guerre sous-marine à outrance en 1917 allait contribuer au basculement de l'opinion publique américaine en faveur de la guerre aux côtés des Alliés. 

### Conséquences pour les États-Unis
Le blocus se fit également au détriment de l'économie américaine. Sous la pression des lobbys industriels, qui souhaitaient marchander avec les deux camps, le gouvernement américain protesta vigoureusement. Les Britanniques ne souhaitaient pas mettre en colère les États-Unis mais considéraient que bloquer le commerce avec l'ennemi était prioritaire. Finalement, la campagne sous-marine de l'Allemagne (en grande partie provoquée par le blocus) et l'attaque de paquebots américains firent  davantage pour provoquer l'entrée des États-Unis dans la guerre que le blocus.
Un rapport du cabinet de guerre britannique du 1er janvier 1917 rapportait que très peu de ravitaillements avaient pu atteindre l'Allemagne et ses alliés par la mer du Nord ou par les ports de l'Adriatique (bloqués par la flotte française depuis 1914).

## Effets sur l'Allemagne

### Effets sur l'économie allemande
En 1915, les importations allemandes avaient déjà baissé de 55 % par rapport au niveau d'avant-guerre. Le blocus privait également l'Allemagne des engrais nécessaires à son agriculture. Ceci associé à l'effondrement des importations fit que les céréales, la viande et les autres produits alimentaires étaient si rares et réservés aux soldats sur le front que les civils furent obligés de consommer des ersatz comme le Kriegsbrot (pain de guerre). Les pénuries provoquèrent des émeutes en Allemagne mais également en Autriche-Hongrie.
Le gouvernement allemand fit de grands efforts pour contrer les effets du blocus ; le programme Hindenburg de mobilisation économique lancé le 31 août 1916 fut conçu pour augmenter l'effort de guerre en embauchant tous les hommes entre 17  et   60 ans et le système de rationnement fut introduit en 1915 pour s'assurer que toute la population pouvait consommer le minimum nutritionnel. 

### Effets sur les populations civiles
Toutes ces tentatives eurent des succès limités et la ration journalière de 1 000 calories était notoirement insuffisante pour maintenir une bonne santé. Cela provoqua en 1917, une « épidémie » de maladies causées par la malnutrition comme le scorbut, la tuberculose et la dysenterie. En fait, les allemands ne mouraient pas de faim, mais bien de la conséquence de cette grande carence alimentaire. Les statistiques officielles allemandes font état de 763 000 morts provoqués par le manque de nourriture causé par le blocus, mais cela excluait les 150 000 morts victimes de la grippe de 1918, dont les effets furent aggravés par l'état de santé des populations. Néanmoins, les récentes études tendent, bien qu'aucun consensus ne soit encore établi, à revoir les chiffres à la baisse soit : 500 000 pour l'ensemble du continent européen. 
Entre 1914 et 1918, plusieurs grèves, des manifestations, mais aussi des rapports indiquent l’état alarmant dans lequel sont plongées les familles allemandes du début du XXe siècle. Mineurs, hommes et femmes, soldats en permission, les travailleurs et les classes populaires et ouvrières furent nombreux à protester contre cette guerre et pour la fin de ce blocus.

### Signature du traité de Versailles
Le blocus fut maintenu pendant huit mois après l'armistice de novembre 1918 pour forcer le gouvernement allemand à signer le traité de Versailles en juin 1919.

### Influence du blocus lors de la Seconde Guerre mondiale
Le blocus eut une grande influence sur la politique allemande lors de la Seconde Guerre mondiale. Les Nazis se souvenaient que le blocus avait causé une baisse de la productivité et avait participé à l'effondrement de l'Empire allemand. De plus, l'insécurité alimentaire, qu'ont vécu les Allemands pendant la Première Guerre mondiale, a amplifié le désir de ne plus avoir faim. Les Nazis firent donc tout pour fournir à la population allemande ce dont elle avait besoin en pillant les territoires occupés. Le système de rationnement ne fut par conséquent créé qu'en décembre 1944.
La précarité alimentaire durant le blocus marquera profondément Hitler et le mouvement nazis au point de bâtir une partie de son plan de l'expansion territoriale vers l'Est .